# Пастырско-богословское училище святого Кирика
Пастырско-богословское училище святого Кирика — учебное заведение, открытое епископом Дамианом (Говоровым) в 1922 году в Горноводенском монастыре в честь святых Карика и Иулиты в селе Горни-Воден Пловдивской митрополии Болгарской православной церкви совместно с РПЦЗ для подготовки священно и церковнослужителей в Русском Зарубежье. Упразднено в 1936 году вскоре после смерти архиепископа Дамиана.

## История
20 ноября 1921 года епископ Дамиан (Говоров), из за событий Гражданской войны оказавшийся в Турции, обращался к Временному Русскому Церковному Управлению Заграницей за разрешением открыть в Константинополе Пастырско-богословское училище. Из Стамбула преосвященный вступил в переписку с Синодом Болгарской православной церкви.
4/17 января 1922 года определением Высшего Русского Церковного Управления Заграницей епископу Дамиану было «разрешено открыть в Болгарии проектируемое им пастырское училище, но с тем, чтобы содержание последнего не ложилось на бюджет Высшего Церковного Управления».
Епископу Дамианы был передал в управление пришедший в упадок женский Горноводенский монастырь в честь святых Карика и Иулиты в селе Горне-Воден Пловдивской епархии. Здесь в 1922 году было создано учебное заведение для подготовки священно и церковнослужителей в Русском Зарубежье. 11/24 сентября того же года епископ Дамиан послал во Временный Архиерейский Синод РПЦЗ письмо, в котором сообщал: «Священный Болгарский Синод, по моей просьбе, назначил меня игуменом ставропигиального монастыря Св. Кирика, Пловдивской епархии, где я, с разрешения Высшего Церковного Управления, открываю пастырско-богословское училище».
Монастырь и Училище создавались на пожертвования барона Петра Врангеля и из фонда Марии Фёдоровны. По словам профессора Антона Карташёва, «создание Пастырско-богословского училища в монастыре святого Кирика стало реализацией давних идей по созданию духовной школы на Балканах. Участие в обсуждении этой идеи, по его словам, принимал меценат русского студенчества, американский профессор Томас Уитмор».
К 1936 году было выпущено 50 священнослужителей, кроме русских, это были болгары, греки, сербы и принявшие православие немцы.
19 апреля 1936 года умер ректор училища архиепископ Дамиан. После его смерти архиепископ Серафим (Соболев) тщетно пытался спасти его Богословско-пастырское училище, но ничего не смог сделать. Сам архиепископ Серафим объяснял это так: «Считаю своим долгом сказать, что Болгарский Синод и Правительство отрицательно относились к этой школе и не раз мне заявляли, что эта школа Болгарской Церкви не нужна. У меня есть бумага от Болгарского Синода, запрещающая мне посвящать окончивших пастырскую школу во священники для болгарских приходов». 24 апреля 1936 года епископ Харитон (Вылчев-Аджамовский), управлявший Пловдивской епархией, на территории которой находился монастырь святых Кирика и Иулитты, писал архиепископу Серафиму: «В монастыре св[ятого] Кирика дела будут идти согласно Вашему письменному желанию. Продолжение же пастырско-богословского курса после смерти Архиепископа Дамиана оказывается невозможным в этом монастыре, как и пребывание там немонашествующих лиц».
Архиерейскому Синоду РПЦЗ в той ситуации удалось только добиться того, чтобы студентам разрешили сдать экзаменационную сессию. Хотя в результате переговоров руководство Болгарской Церкви на словах согласилось с существованием училища, оно поставило условие, что обучаться в нём могли только русские с последующей хиротонией в РПЦЗ, что было приговором для училища. Оно прекратило существование и больше не возрождалось.

## Профессорско-преподавательская корпорация
- Ректор: епископ Дамиан (Говоров)
- Секретарь: профессор Михаил Поснов[5]
- священник Михаил Шишкин
- священник Владимир Иваницкий
- священник Михаил Кальнев
- священник Е. Череповецкий
- профессор Б. В. Остроумов
- профессор К. И. Омшанский
- профессор В. И. Лазарев

## Известные выпускники
- протопресвитер Валент Роменский
- архимандрит Митрофан (Ярославцев)[6]